# فرانتس لنتگراف
فرانتس لنتگراف (به آلمانی: Franz Landgraf) (۱۶ ژوئیه ۱۸۸۸ – ۱۹ آوریل ۱۹۴۴) یک نظامی آلمانی در دوره امپراتوری آلمان، جمهوری وایمار و رایش سوم بود که در جریان جنگ جهانی اول و جنگ جهانی دوم فرماندهی یگان‌های مختلفی را برعهده داشت.